# César Augusto Rendón García
César Augusto Rendón García (14 de junio de 1978) empresario y político mexicano, desde 2010 es consejero nacional del Partido Acción Nacional y miembro del mismo, desde 2015 es diputado federal en la LXIII Legislatura por el Estado de Tamaulipas.

## Perfil Académico
César Rendón es licenciado en Ciencia Política con especialidad en Administración y Política Pública por el ITESM Campus Monterrey y certificado en Filosofía, Política y Economía por la Universidad de Oxford en Inglaterra.

## Trayectoria Política
Inició su vida política en 1997, participando en campañas del Partido Acción Nacional. En la elección nacional de 2000, colaboró en la organización de representantes de casilla del PAN. Durante la campaña a la presidencia municipal de Matamoros del 2004 fue candidato a regidor y se desempeñó como director de planeación de la campaña. En 2007, fue elegido candidato a diputado local de su partido. En 2008, fue elegido miembro del Comité Directivo Estatal de Acción Nacional y desde 2010 se desempeña como representante de Tamaulipas en el Consejo Nacional del Partido siendo reelegido en 2013, cargo que hasta la fecha ocupa.
Fue Regidor del Ayuntamiento de Matamoros, Tamaulipas durante la administración municipal 2005 - 2007, fue presidente de las Comisiones de Planeación Municipal y Cultura, Secretario de la Comisión de Catastro y miembro de la Comisión de Desarrollo Urbano.

## Trayectoria en el Servicio Público
En 2010, durante la administración del Dr. Juan José Suárez Coppel, fue nombrado Jefe de la Unidad de Enlace Legislativo de la empresa(Petróleos Mexicanos), área que conduce la agenda energética en ambas cámaras del Congreso.
En noviembre de 2011, a la edad de 33 años, se convirtió en el Gerente Corporativo de Desarrollo Social más joven de PEMEX, encargado de liderar negociaciones con gobiernos estatales y municipales y mejorar la percepción de la empresa con grupos de interés y comunidades; a través de administrar el programa de Donativos y Donaciones de Petróleos Mexicanos para programas de desarrollo social en los 32 estados del país, con especial enfoque en los estados con mayor actividad petrolera.

## Comisiones
Tomó protesta como legislador del Estado de Tamaulipas en septiembre del 2015. Actualmente conduce la agenda de Política Energética en el Grupo Parlamentario del Partido Acción Nacional, a través de las siguientes comisiones:
- Secretario de la Comisión Especial para el Seguimiento a los Órganos Reguladores del Sector Energético.[3]
- Secretario de la Comisión Ordinaria de Energía.
- Integrante de la Comisión Ordinaria de Cambio Climático.
- Integrante de la Comisión Especial de la Cuenca de Burgos.

Como Legislador, también participa en temas de desarrollo económico, finanzas públicas y política exterior, a través de los siguientes cargos:
- Integrante de la Comisión Ordinaria de Hacienda y Crédito Público.
- Presidente del Grupo de Amistad México – Arabia Saudita.

## Actividades en el sector privado
Su actividad como empresario comenzó en 2004 como Director de Planeación de DIMER, empresa dedicada a la fabricación de poliestireno expandido (EPS) y productos derivados, que se distribuyen en el noreste de México y los Estados Unidos. 
Como empresario, se ha enfocado en proyectos productivos en el sector energético, a través de la fundación de la empresa Energeo, especializada en el desarrollo de proyectos de energías renovables y convencionales en México; como el Parque Eólico "Energeo Los Molinos", con una capacidad instalada de generación de 171 MW, ubicado en el Noreste de México y que iniciará operaciones en el último trimestre de 2017.
A finales de 2013, lideró la adquisición de la empresa por Comexhidro Asergen Business Group, en la que permaneció como su asesor hasta el año 2015.